# Bormos
Bormos, na mitologia celta, era uma deidade da cura e era conhecido pela sua beleza..
Um dia foi tirar água para os segadores e as ninfas o raptaram. Também se conta foi morto em uma caçada.  Todos os anos, no tempo das colheitas, celebrava-se sua morte com lamentos acompanhados ao som da flauta.[carece de fontes?]